# Liste der Biografien/Pam
Liste der Biografien |
Portal Biografien |
Personensuche
# |
A |
B |
C |
D |
E |
F |
G |
H |
I |
J |
K |
L |
M |
N |
O |
P |
Q |
R |
S |
T |
U |
V |
W |
X |
Y |
Z |
?
 
Pa |
Pc |
Pe |
Pf |
Ph |
Pi |
Pj |
Pk |
Pl |
Pm |
Pn |
Po |
Pr |
Ps |
Pt |
Pu |
Pv |
Pw |
Py
 
Paa |
Pab |
Pac |
Pad |
Pae |
Paf |
Pag |
Pah |
Pai |
Paj |
Pak |
Pal |
Pam |
Pan |
Pao |
Pap |
Paq |
Par |
Pas |
Pat |
Pau |
Pav |
Paw |
Pax |
Pay |
Paz
Die Liste der Biografien führt alle Personen auf, die in der deutschsprachigen Wikipedia einen Artikel haben. Dieses ist eine Teilliste mit 90 Einträgen von Personen, deren Namen mit den Buchstaben „Pam“ beginnt.

## Pam
- Pam Ann, australische Komikerin und Entertainerin

### Pama
- Pamarot, Noé (* 1979), französischer Fußballspieler
- Pamart, Francis (* 1942), französischer Radrennfahrer
- Pamart, Sofiane (* 1990), französischer Pianist und Komponist

### Pamb
- Pamberger, Ferdinand (1873–1956), österreichischer Maler
- Pambianco, Arnaldo (1935–2022), italienischer Radrennfahrer
- Pamboukjian, Harout (* 1950), armenisch-US-amerikanischer Pop-Sänger

### Pame
- Pamelius, Jacobus (1536–1587), flämischer katholischer Theologe
- Pamer, Fritz Egon (1900–1923), österreichischer Komponist, Autor und Musikwissenschaftler
- Pamer, Ignaz (1866–1957), österreichischer Polizist, Polizeipräsident von Wien
- Pamer, Michael (1782–1827), österreichischer Komponist
- Pamer, Philipp J. (* 1985), italienischer Filmregisseur und Drehbuchautor
- Pamer, Rosmarie (* 1971), italienische Politikerin und Mittelschullehrerin (Südtirol)Rosmarie Pamer (* 1971)

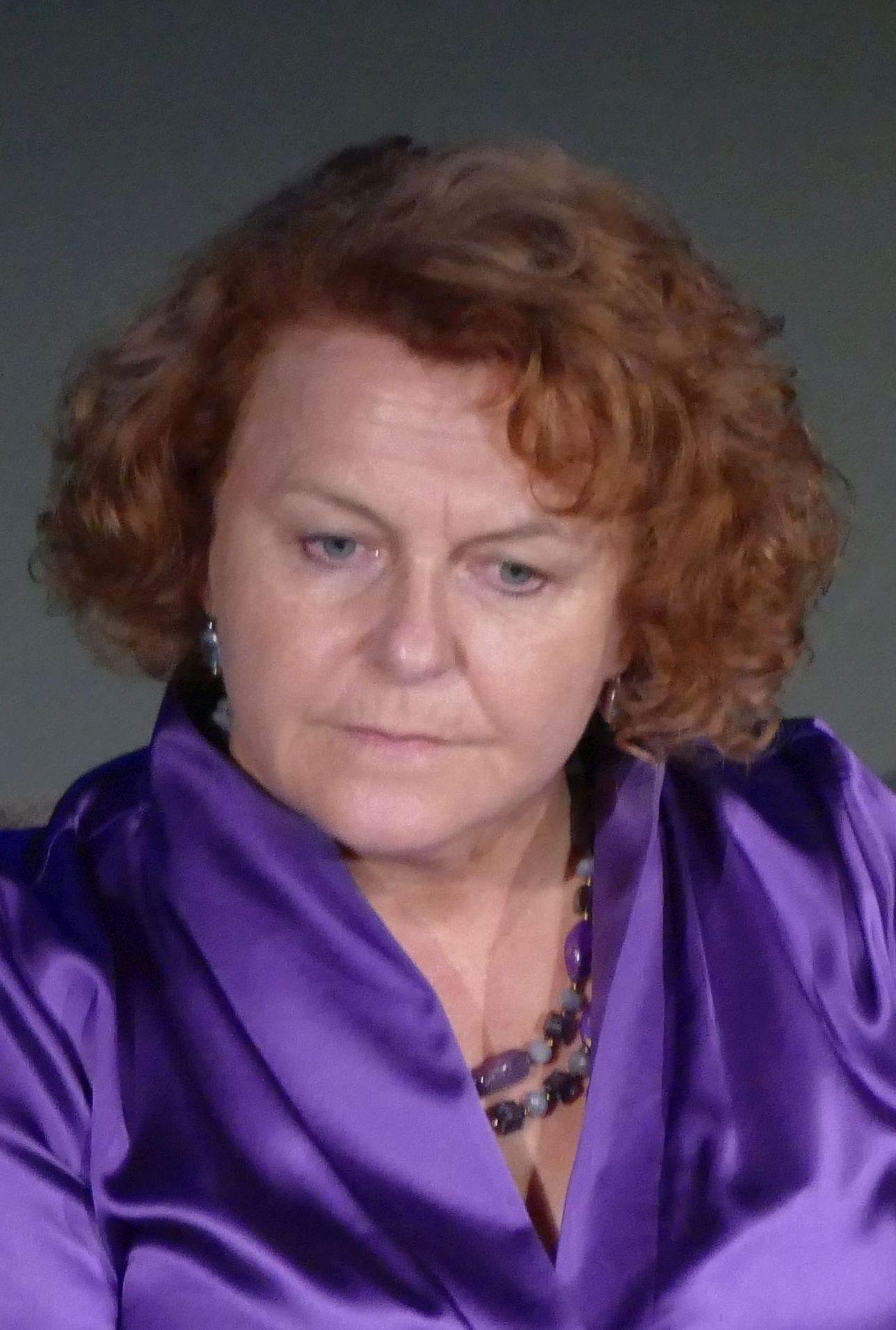
Rosmarie Pamer (* 1971)

### Pamf
- Pamfil, Radu (1951–2009), rumänischer Fußballspieler
- Pamfilowa, Ella Alexandrowna (* 1953), russische Politikerin

### Pami
- Pami, Pharao
- Pàmias i Grau, Jordi (* 1938), katalanischer Dichter und Schriftsteller
- Pamić, Alen (1989–2013), kroatischer Fußballspieler
- Pamić, Igor (* 1969), kroatischer Fußballspieler und -trainer
- Pamić, Manuel (* 1986), kroatischer Fußballspieler
- Pamić, Zvonko (* 1991), kroatischer Fußballspieler
- Pamich, Abdon (* 1933), italienischer Leichtathlet und Olympiasieger
- Pàmies, Sergi (* 1960), spanischer Autor
- Paminger, Leonhard (1495–1567), österreichischer Komponist
- Paminger, Sophonias (1526–1603), deutscher Lehrer und Komponist
- Pamir, Ülker (* 1913), türkischer Skirennläufer
- Pamiroğlu, Cem (* 1957), türkischer Fußballspieler
- Pamirtan, Meltem (* 1977), türkische Schauspielerin

### Pamj
- Pamjalowa, Iryna (* 1990), belarussische Kanutin

### Paml
- Pamler, Gerda (* 1958), deutsche Behindertensportlerin

### Pamm
- Pammachius († 410), römischer Senator und Christ, Heiliger
- Pammenes, griechischer Staatsmann und Feldherr
- Pammer, Anna Maria (* 1966), österreichische Opernsängerin (Sopran)
- Pammer, Bruno (1866–1924), österreichischer Abt
- Pammer, Herta (1905–1995), österreichische Vorsitzende der Katholischen Frauenbewegung Österreichs
- Pammer, Leopold (1951–2011), österreichischer Lehrer, Theaterspieler und Autor
- Pammer, Martin (* 1966), österreichischer Diplomat
- Pammer, Michael (* 1962), österreichischer Hochschullehrer für Sozial- und Wirtschaftsgeschichte
- Pammer, Otto (1926–2008), österreichischer Fernsehfilmproduzent
- Pammer, Sebastian (1802–1876), österreichischer Fabrikant, Landwirt und Politiker
- Pammesberger, Michael (* 1965), österreichischer KarikaturistMichael Pammesberger (* 1965)

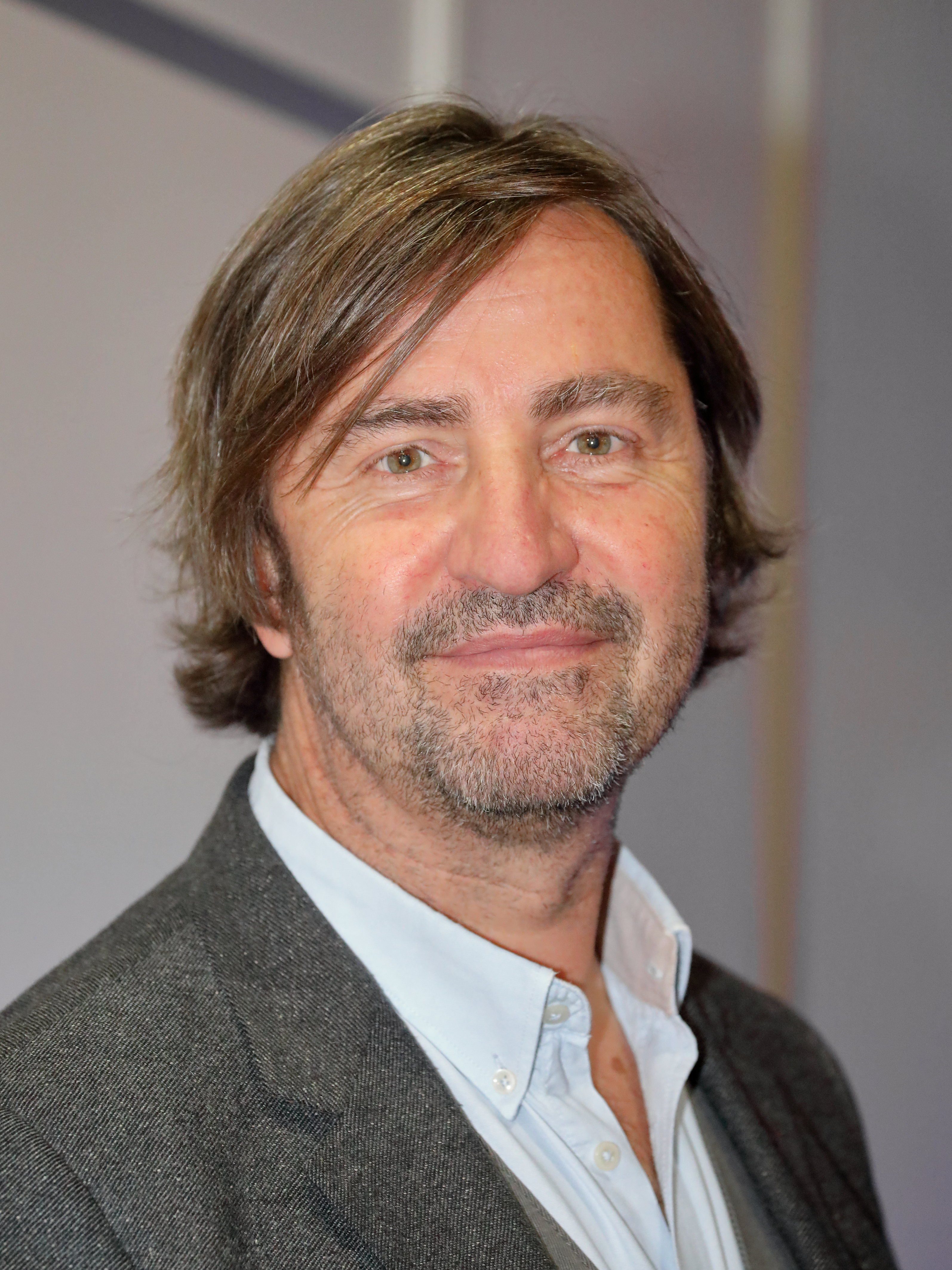
Michael Pammesberger (* 1965)

- Pamminger, Manfred (* 1977), österreichischer Fußballspieler
- Pammo Rodríguez, Óscar (* 1934), bolivianischer Admiral und Regierungsjuntamitglied
- Pammolli, Fabio (* 1965), italienischer Wirtschaftswissenschaftler

### Pamo
- Pamoussou, Souleymane, ivorischer Straßenradrennfahrer

### Pamp
- Pamp, Rüdiger (* 1961), deutscher Jurist, Richter am Bundesgerichtshof
- Pampani, Antonio Gaetano († 1775), italienischer Kapellmeister, Opern- und Oratorienkomponist
- Pampanini, Silvana (1925–2016), italienische Filmschauspielerin
- Pampel, Christian (* 1979), deutscher Volleyball-Nationalspieler
- Pampel, Hermann (1867–1935), deutscher Maler und Grafiker sowie Pädagoge
- Pampel, Horst F. (1934–2010), deutscher Heimatforscher und Autor
- Pampel, Ralf-Ingo (1967–2020), deutscher Komponist, Pianist und Musikpädagoge
- Pampel, Woldemar (* 1926), deutscher Ingenieur und Hochschullehrer
- Pampel, Wolfgang (* 1945), deutscher Schauspieler, Sänger und Synchronsprecher
- Pamperrien, Rudolf (1896–1973), deutscher Diplomat
- Pamperrien, Sabine, deutsche Journalistin, Literaturwissenschaftlerin, Rezensentin und Sachbuchautorin
- Pamphaios, attischer Töpfer
- Pamphile von Epidaurus, griechisch-ägyptische Geschichtsschreiberin
- Pamphilj, Benedetto (1653–1730), italienischer Kardinal und Librettist
- Pamphilj, Camillo Francesco Maria (1622–1666), italienischer Kardinal und päpstlicher General
- Pamphilj, Girolamo (1544–1610), italienischer Kardinal der Römischen Kirche
- Pamphilos, griechischer Gemmenschneider
- Pamphilos, griechischer Maler
- Pamphilos von Alexandria, griechischer Autor
- Pamphilos von Caesarea († 309), christlicher Theologe, Heiliger und Märtyrer
- Pampichler Pálsson, Páll (1928–2023), österreichisch-isländischer Komponist, Dirigent, Chorleiter, Instrumentalist und Musiklehrer
- Pamplany, Joseph (* 1969), indischer Geistlicher, syro-malabarischer Erzbischof von Tellicherry
- Pampling, Rod (* 1969), australischer Golfer
- Pamplona, Estanislau de Figueiredo (1904–1973), brasilianischer Fußballnationalspieler
- Pampoulova, Elena (1972–2023), bulgarische Tennisspielerin
- Pampuch, Andreas (1903–1983), deutscher Oberverwaltungsrat und Heimatpfleger
- Pampuch, Helmut (1940–2008), deutscher Opernsänger (Buffotenors)
- Pampuch, Herbert (* 1952), deutscher Fußballspieler
- Pampuri, Riccardo (1897–1930), italienischer Ordensgeistlicher und Arzt
- Pampuri, Ymer (1944–2017), albanischer Gewichtheber
- Pampushnyy, Anton (* 1982), russischer Schauspieler

### Pams
- Pams, Jules (1852–1930), französischer Jurist und Politiker

### Pamu
- Pamuk, Fahri Eren (* 1994), türkischer Fußballspieler
- Pamuk, Kerim (* 1970), deutscher Schriftsteller und Kabarettist türkischer Herkunft
- Pamuk, Melisa Aslı (* 1991), türkische Schauspielerin
- Pamuk, Orhan (* 1952), türkischer Journalist und SchriftstellerOrhan Pamuk (* 1952)

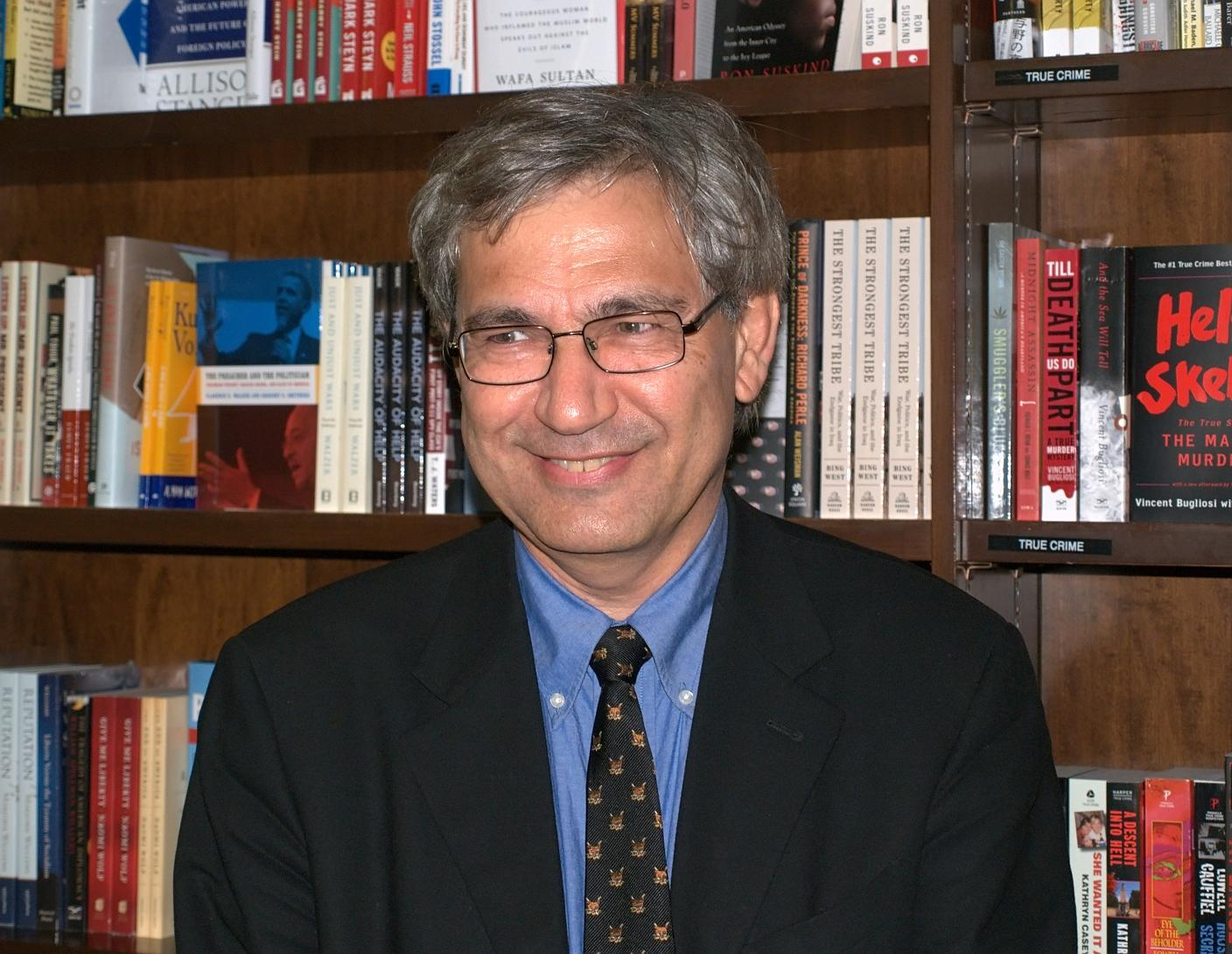
Orhan Pamuk (* 1952)

- Pamuk, Sedat (* 1952), deutsch-türkischer Kabarettist
- Pamuk, Şevket (* 1950), türkischer Ökonom
- Pamuk, Uğur (* 1989), aserbaidschanisch-türkischer Fußballspieler
- Pamuk, Yılmaz (* 1956), türkischer Fußballtorhüter
- Pamukoğlu, Osman (* 1947), türkischer Politiker, Schriftsteller und ehemaliger Generalmajor
- Pamuła, Jan (* 1951), polnischer Politiker, Mitglied des Sejm
- Pamungkas, Sigit (* 1962), indonesischer Badmintonspieler und -trainer
- Pamuntjak, Laksmi (* 1971), indonesische Schriftstellerin

### Pamy
- Pamyu, Kyary Pamyu (* 1993), japanisches Model, Bloggerin und Musikerin